# Ryan Gauld
Ryan Gauld (ur. 16 grudnia 1995 w Aberdeen) – szkocki piłkarz grający na pozycji pomocnika w kanadyjskim klubie Vancouver Whitecaps FC. Były młodzieżowy reprezentant Szkocji.

## Statystyki
Stan na 13 września 2016
| Klub               | Sezon              | Liga    | Liga | Puchar Szkocji | Puchar Szkocji | Puchar Ligi | Puchar Ligi | Suma    | Suma |
| Klub               | Sezon              | Występy | Gole | Występy        | Gole           | Występy     | Gole        | Występy | Gole |
| ------------------ | ------------------ | ------- | ---- | -------------- | -------------- | ----------- | ----------- | ------- | ---- |
| Dundee United      | 2011/2012          | 1       | 0    | 0              | 0              | 0           | 0           | 1       | 0    |
| Dundee United      | 2012/2013          | 10      | 1    | 1              | 0              | 0           | 0           | 11      | 1    |
| Dundee United      | 2013/2014          | 31      | 6    | 0              | 0              | 1           | 1           | 5       | 1    |
| Łącznie w karierze | Łącznie w karierze | 15      | 1    | 1              | 0              | 1           | 1           | 17      | 2    |